# 1月5日 (旧暦)
旧暦1月5日（きゅうれきいちがついつか）は、旧暦1月の5日目である。六曜は大安である。

## できごと
- 成務天皇1年（ユリウス暦131年2月18日） - 第13代天皇・成務天皇が即位
- 仁賢天皇1年（ユリウス暦488年2月4日） - 第24代天皇・仁賢天皇が即位
- 天武天皇4年（ユリウス暦675年2月8日） - 天武天皇が、天文を観察し吉凶を占う為の日本初の占星台を設置
- 天長元年（ユリウス暦824年2月12日） - 弘仁から天長に改元
- 貞和4年/正平3年（ユリウス暦1348年2月4日） - 楠木正成の子・楠木正行が高師直軍との激戦の末に敗れ自刃
- 文禄元年（グレゴリオ暦1592年2月17日） - 豊臣秀吉が、朝鮮を経て明へ出兵する為の出陣令を発布（文禄・慶長の役）
- 安政2年（グレゴリオ暦1855年2月21日） - 江戸幕府がアメリカ大使アダムスと日米和親条約の条約本書を批准交換

## 誕生日
- 道光3年（グレゴリオ暦1823年2月15日） - 李鴻章、清国の政治家（+ 1901年）
- 文久3年（グレゴリオ暦1863年2月22日） - 坪井正五郎、自然人類学者（+ 1913年）
- 慶応3年（グレゴリオ暦1867年2月9日） - 夏目漱石、小説家（+ 1916年）

## 忌日
- 貞和4年/正平3年（ユリウス暦1348年2月12日） - 楠木正行、武将、楠木正成の子（* 1326年）
- 貞和4年/正平3年（ユリウス暦1348年2月12日） - 楠木正時、武将、楠木正行の弟
- 天正8年（ユリウス暦1580年1月21日） - 北畠具房、北畠具教の嫡男（* 1547年）
- 文禄2年（グレゴリオ暦1593年2月6日） - 正親町天皇、106代天皇（* 1517年）
- 慶安4年（グレゴリオ暦1651年2月24日） - 毛利秀就、第2代長州藩主（* 1595年）
- 文化元年（グレゴリオ暦1804年2月15日） - 高橋至時、天文学者、伊能忠敬の師（* 1764年）
- 慶応4年（グレゴリオ暦1868年1月29日） - 井上源三郎、新選組六番隊組長（* 1829年）
- 明治2年（グレゴリオ暦1869年2月15日） - 横井小楠、儒学者・思想家（* 1809年）